# Wilhelm Stiegeler
Wilhelm Stiegeler (* 7. Februar 1871 in Müllheim; † 6. Juli 1939 in Konstanz) war ein deutscher Kaufmann und Unternehmer.

## Leben und Wirken
Wilhelm Stiegelers Großvater war von Schönau im Wiesental (heute Schönau im Schwarzwald) in Müllheim im Markgräflerland zugewandert.:XIII Der Vater war selbständiger Handwerksmeister.:XIV Als Zwölfjähriger wurde Wilhelm zum Besuch der Höheren Bürgerschule (heute Alexander-von-Humboldt-Gymnasium) nach Konstanz geschickt.:XIII Ostern 1885 begann er im Konstanzer Bank- und Speditionsgeschäft Max Stromeyer & Merian eine Kaufmannslehre.:XIV Dem Geschäft war ein örtlicher Kohlenhandel angeschlossen. Seit dem Abgang als Oberbürgermeister von Konstanz 1877, war das Bank- und Speditionsgeschäft mit Kohlenhandel bereits die zweite von insgesamt vier Firmenneugründungen Stromeyers, bei denen er, trotz aller wirtschaftlichen Schwierigkeiten, immer wieder den Mut für einen Neuanfang aufbrachte. Schon bald nach Stiegelers Lehrbeginn musste Stromeyer das Geschäft liquidieren und gründete darauf die Bank-Kommanditgesellschaft Max Stromeyer.:XV 1887 gründete er schließlich die M. Stromeyer Lagerhausgesellschaft, in der Stiegeler am 13. September des gleichen Jahres die Lehre mit Erfolg abschloss. Im Anschluss wurde Stiegeler als Kommis mit einem monatlichen Gehalt von 32,00 Mark angestellt. Am 1. Januar 1890 wurde das Jahresgehalt bereits auf 1.000 Mark erhöht. Und am 8. April des Jahres wurde Stiegeler Einzelprokura erteilt.:XVI 1898 wurde Stiegeler, für den Fall des Ablebens Stromeyers, ein Eintritt in die Kommanditgesellschaft als dann alleiniger Komplementär in Aussicht gestellt, unter gleichzeitiger maßgeblicher Beteiligung am Kommanditkapital. Mit Stromeyers Tod 1902 wurde Stiegeler, neben den Töchtern Stromeyers als Kommanditistinnen, der alleinig persönlich haftende Gesellschafter.:XVII Durch Stiegelers Wirken war die Gesellschaft vom kleinen Einzelhändler auch zum Großhändler geworden und bezog jährlich bereits über 50.000 Tonnen Ruhrkohlen.:XV Bald unterhielt die Lagerhausgesellschaft Lagerplätze in Ruhrort, Neuss, Rheinau (Mannheim), Kehl, Straßburg, Freiburg im Breisgau und Stuttgart; hinzu kamen Auslandsvertretungen. Das Absatzgebiet der Lagerhausgesellschaft umfasste 1914 die Schweiz, Österreich, Oberitalien, Luxemburg, Frankreich und Belgien. Zum Transport der Kohlenmengen unterhielt die Lagerhausgesellschaft einen großen Schiffspark auf dem Rhein: 1911 erwarb sie die Mehrheit an der „Rheinschiffahrt Aktiengesellschaft“ in Mannheim.
Um sich weitere Bezugsquellen für Kohlen zu erschließen, hatte Stiegeler 1920 für sich und sein Unternehmen die Aktienmehrheit an der in München ansässigen Oberbayerischen Aktiengesellschaft für Kohlenbergbau (kurz Oberkohle genannt) erworben, welche mit dem Bergwerk Hausham und dem Bergwerk Penzberg zwei Zechen betrieb,:XXI die Pechkohle förderten.
Im Ersten Weltkrieg war Stiegeler mit der Verwertung der belgischen Kohlenförderung befasst, wofür ihm der Titel eines Kommerzienrats verliehen wurde. Noch während des Krieges nahm Stiegeler die Fabrikation von Briketts in Werken in Kehl und Frankfurt am Main auf. Nach dem Krieg importierte er über Rotterdam Kohle für deutsche und österreichische Eisenbahnunternehmen. Seit der Mitte der 1920er Jahre stieg die M. Stromeyer Lagerhausgesellschaft unter Stiegelers Leitung zur größten Kohlen- und Treibstoffhandlung Süddeutschlands auf, erweitert um den Handel mit Düngemitteln. Die Weltwirtschaftskrise brachte die Gesellschaft in Schwierigkeiten und erzwang die Aufnahme der Bergwerksgesellschaft Hibernia AG in Herne und der Bergwerks-AG Recklinghausen als Gesellschafter.
Wilhelm Stiegeler setzte sich für die Schiffbarmachung des Hochrheins ein, ein seit den 1920er Jahren aus wirtschaftlichen Gründen verfolgtes Projekt, das erst in den 1970er Jahren, nun vorrangig aus Gründen des Landschaftsschutzes, aufgegeben wurde. Stiegeler war Mitglied der liberalen Staatspartei. Daneben pflegte Wilhelm Stiegeler kulturelle Interessen. So gehörte er dem Verein für Geschichte des Bodensees und seiner Umgebung an, in dessen Ausschuss für das Land Baden er von 1938 bis zu seinem Tod wirkte.:220 Für den Verein warb Stiegeler aktiv neue Mitglieder. Neben einem örtlichen Fabrikanten, Bankdirektoren, Brauereibesitzer, unter anderem auch einen Direktor der seinerzeit noch als Henkel & Co. AG firmierenden in Düsseldorf ansässigen heutigen Henkel AG & Co. KGaA und zwei Direktoren einer Bergwerksgesellschaft in Herne, wovon einer, Carl Tillessen, in der terroristischen Organisation Consul eine führende Rolle gespielt hatte.:109, 110
1918 erwarb Stiegeler das Gelände einer ehemaligen Kiesgrube am Konstanzer Seeufer, auf dem er durch Albert Friedrich Speer eine Villa errichten und einen Landschaftsgarten anlegen ließ; das Ensemble steht heute gesamthaft unter Denkmalschutz. Wilhelm Stiegeler war seit 1898 mit Luise, geb. Noppel, verheiratet.